# 地平說

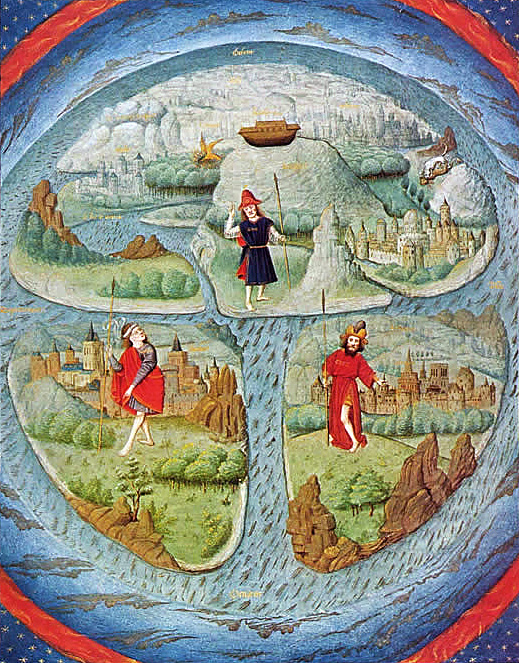
15世紀的TO地圖。

亞歷山大時期所認知的世界地圖(假設)

地平說是一種古老的世界觀，地平说與地圓說相對，認為地表是平面，而不是一個巨大的球面。这种观点是绝大多数民族古代长期持有的观点，包括古希腊前的希腊文明，希腊化时代前的中东，笈多王朝前的古印度和17世纪前的中国。
尽管地圆说拥有大量科学证据，地平说在现代地平說學會的支持下正在逐步兴起，并通过社交媒体影响那些未曾了解地圆说的人群。
地圆说起源于公元前6世纪的毕达哥拉斯时期的希腊哲学，尽管大多数前苏格拉底主义者直到公元前5世纪都认为地球是平的。公元前4世纪初，柏拉图将地圆说写入著作，公元前330年，他的学生亚里士多德以经验为依据提供了地球球形的证据。从这时起，地圆说开始被世界所接受。

## 历史

### 地平说的旧传播时代

#### 西亚
在早期埃及和美索不达米亚观念中，世界被描述成一个漂浮在海洋上的大盘子。前8世纪荷马时代的神话也有类似的描述：“阿诺斯，祂水一般的身躯环绕着大地的圆弧面，是所有生命和神明的起源。”
古埃及的金字塔文和棺椁文也有类似的世界观。在他们的世界观中努恩 （海洋之神）环绕着“nbwt” (“干燥的大地”或者说“群岛”）。

#### 欧洲
直到古希臘時代，约前4世紀，许多古希腊学者开始利用科学（而不是基于宗教或者神话）讨论地球形狀。後来，亚里士多德总结了3种方法来证明大地是球形的：
- 越往北走，北极星越高；越往南走，北极星越低，且可以看到一些在北方看不到的新的星星。
- 远航的船只，先露出桅杆顶，慢慢露出船身，最后才看得到整艘船。
- 在月食的时候，地球投到月球上的形状为圆形。

埃拉托斯特尼第一个提出公式计算了地球的半径，尽管由于当时的观测精度有限，其结果与今日之观测相差甚大。
中世纪时，罗马教会将基於地圓說所建立的地心说奉为正统。最後到地理大發現時代麥哲倫所率領的船隊繞地球一周被认为直接证明了地圆说。

#### 中国
中國古人长期讨论地圆或地平，最早的人们普遍认同天圆地方的早期蓋天說。这种理论与后来的浑天说争论，不过受众依然很广。

### 中世纪：地平说作为替代理论或混合理论

#### 希腊：圆形的大地

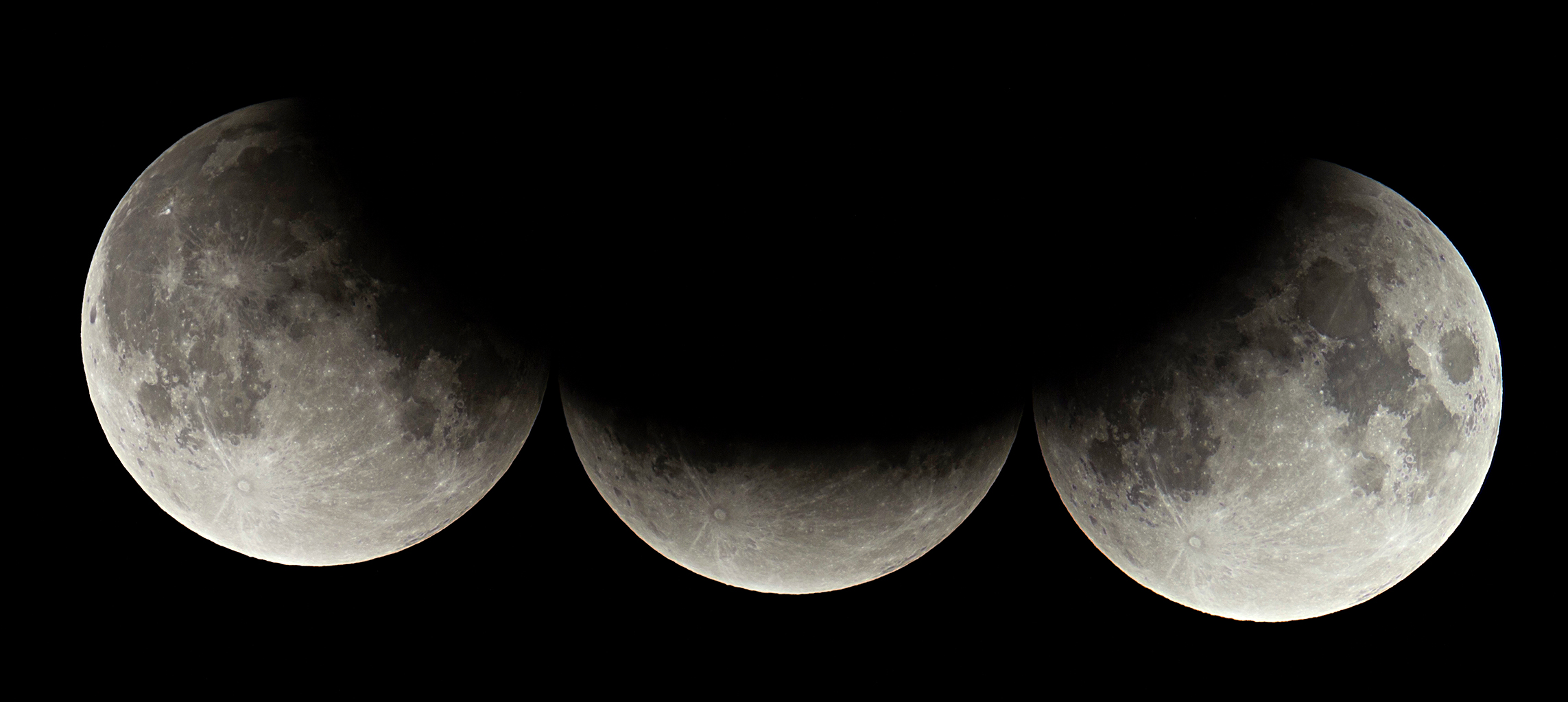
月食中月球的半圆形阴影

公元前6世纪-5世纪，毕达哥拉斯和巴门尼德分别独立的提出了地球是圆的，这种理论很快就传遍了希腊地区。公元前330年，亚里士多德第一次使用基础物理学和观测证据在著作中估计了地球的周长。更为精准的测量来自埃拉托斯特尼于公元前240年的测算。公元2世纪，克劳狄乌斯·托勒密在地理學指南中将地球描述为一个球体，并且简单划分了纬度、经度和气候区。他的同类型著作《至大論》直到11世纪才传入阿拉伯世界。
卢克莱修反对毕达哥拉斯等人的观念，因为他认为地圆说描绘的宇宙意味着宇宙不存在中心，此外，他认为南半球人们倒立走路这一观念十分荒谬。公元1世纪，老普林尼公开宣称所有人都应该相信地球是圆的，不过在这一时期地圆说依然无法解释许多问题：例如映体的性质以及如何将洋保持为弯曲形状，这一时期相关的争论仍在继续。

#### 南亚

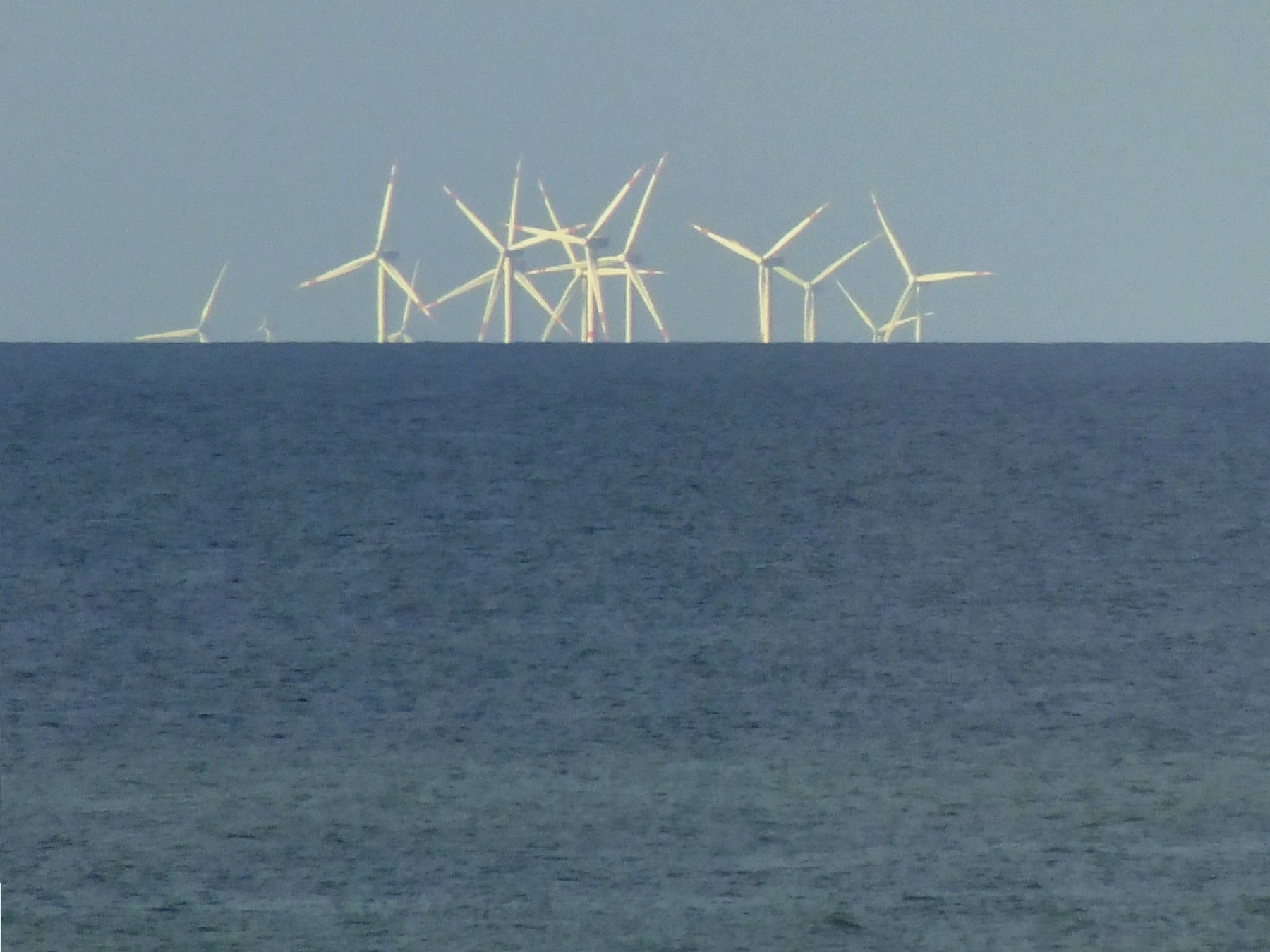
在这张比利时海岸附近的桑顿班克风力发电场的照片中，更远的塔楼的下部越来越被地平线所掩盖，证明了地球的曲率

吠陀的经文以多种方式描绘了宇宙。印度最早的宇宙学著作之一将地球描述为一堆扁平磁盘。
在吠陀的经文中，将特尤斯（天空）和頗哩提毗（大地）与车轴上的车轮进行比较，得出了扁平模型。亞瑟·安東尼·麥克唐在著作中认为，“地球是一个被海洋包围的圆盘的概念并没有直接的在《梵书》中出现，但是人们自然而然地认为就是这样的，并将其与轮子比较（10.89），并且在之后的《百道梵書》中详细描绘了这一点。”

## 现代地平说
即便是到了现代，多个知名团体与个人仍表达了对地平的信仰。

### 互联网时代为地平说带来的复兴
在信息时代，如YouTube、Twitter、Facebook这样的大型、知名的社交媒体很容易将不正确信息传播扩散于大众之中，地平说猜想正是在这种环境之下得到了快速发展。
为了在太空时代积累的压倒性的、公开的经验证据面前保持信念，现代平地主义者通常必须接受某种形式的阴谋论，因为必须解释为什么政府、媒体、学校、科学家和航空公司等主要机构都断言世界是一个球体。他们倾向于不相信他们自己没有做过的观察，并且经常不相信或不同意对方的观点。

### 作为阴谋论出现
地平说协会的成员和其他地平说支持者认为NASA与其他的政府机构联合起来欺骗了大众。他们的主要论据是NASA正在保护围绕地球的南极冰墙。地平说支持者认为NASA篡改了他们的卫星影像，因为他们观察发现海洋的颜色因图像的不同而变化，并且各大洲似乎位于与实际不同的地方。地平说支持者认为政府屏蔽了真相，只有少部分聪明人才能看出真相。

## 文化槽点
平地人这个词，在贬义上是指持有可笑的过时或不可能的观点的人，早在1908年就有记录。「比人们认为的任何人类候选人都要少的选票，他甚至是一个平地人」。根据《牛津英语词典》，平地人这个词的首次使用是在1934年的《Punch》杂志上。“在不成为偏执的平地主义者的情况下，墨卡托察觉到了……为了发现南洋而摆弄地球仪的烦扰。”

## 扩展阅读
- Fraser, Raymond (2007). When The Earth Was Flat: Remembering Leonard Cohen, Alden Nowlan, the Flat Earth Society, the King James monarchy hoax, the Montreal Story Tellers and other curious matters. Black Moss Press, ISBN 978-0-88753-439-3